# Airport Security
Airport Security (Border Security: Australia's Front Line) è un programma televisivo australiano di genere docu-reality, in onda dal 13 ottobre 2004 su Seven Network.

## Il programma
Airport Security racconta l'attività degli agenti della dogana aeroportuale australiana contro l'immigrazione clandestina, il narcotraffico, gli atti terroristici e la diffusione di pericolose epidemie esotiche. Avuto riguardo a quest'ultimo aspetto viene evidenziata l'attività degli operatori del servizio postale che, prima dei doganieri, effettuano un'ispezione dei pacchi che provengono dall'estero tramite dei dispositivi elettronici.
La maggior parte degli episodi è ambientata negli aeroporti di Sydney, Melbourne e Brisbane, e in misura minore anche porti, fiere, e luoghi di lavoro suscettibili di verifiche da parte degli organi preposti.
Il programma ha avuto vari adattamenti internazionali. Esistono una versione canadese del programma denominata Airport Security Canada (Border Security: Canada's front line), una neozelandese denominata Airport Security Nuova Zelanda (Border Patrol), una britannica denominata Niente da dichiarare (Customs), una statunitense denominata Airport Security USA e dal 2016 anche Airport Security: Spagna (Control de fronteras España) dello stesso filone, tutti trasmessi in Italia da DMAX e Nove. Inoltre è stata creata anche la versione Airport Security Europa. Nella versione italiana, Border Control, viene mostrata l'attività antidroga e anticontrabbando della Guardia di Finanza all'aeroporto romano di Fiumicino e ai porti di Venezia, Napoli e Gioia Tauro.

## Doppiaggio
Voce narrante: Massimiliano Manfredi
Altre voci: Ilaria Stagni, Stefano Crescentini, Oreste Baldini, Valeria Vidali, Ilaria Latini, Micaela Incitti, Chiara Gioncardi, Gemma Donati, Alberto Bognanni, Roberto Certomà, Alberto Angrisano, Cinzia Massironi, Michela Alborghetti, Flavio De Flaviis, Guido Di Naccio, Roberto Stocchi, Andrea Mete, Simone Crisari, Francesco Prando, Monica Ward, Sergio Di Giulio, Emiliano Coltorti, Flavio Aquilone, Gianluca Crisafi, Maura Cenciarelli, Francesco Bulckaen, Pasquale Anselmo, Giorgio Locuratolo, Graziella Polesinanti, Alessandra Korompay, Valentina Favazza